# ヘイダル・アリエフ
ヘイダル・アリルザ＝オグル・アリエフ（アゼルバイジャン語: Heydər Əlirza oğlu Əliyev, ゲイダル・アリエヴィチ・アリエフ ロシア語: Гейдар Али́евич Алиев, 1923年5月10日 - 2003年12月12日）は、ソビエト連邦及びアゼルバイジャン共和国の政治家で、第3代大統領（在任∶1993年6月24日 - 2003年10月31日）。ソ連構成国のアゼルバイジャン・ソビエト社会主義共和国時代から30年以上にわたってアゼルバイジャン政界を主導し、大統領としても安定した政治を実現してきたが、その権威主義的な強権政治は、アリエフ一族によるアゼルバイジャン社会経済の支配体制と腐敗政治という負の側面をも残した。
妻のザリファ・アズィズ＝クズ・アリエヴァ（Zərifə Əziz kızı Əliyeva）との間に一男一女があり、2003年10月15日に行われた大統領選挙で当選したイルハム・アリエフは長男である。

## 来歴・人物
アゼルバイジャンの飛び地領ナヒチェヴァン自治共和国のアゼルバイジャン人家庭(父アリルザ・アリエフは鉄道員)に生まれる。国立アゼルバイジャン大学歴史学部に入学する。卒業後は1944年にアゼルバイジャン国家安全保障局（NKGB、1945年にKGBとなる）に入り、1967年にはアゼルバイジャンKGBの議長に就任し、2年後の1969年、アゼルバイジャン共産党中央委員会第一書記に選出された。
レオニード・ブレジネフがソ連共産党書記長時代の13年間、第一書記としてアゼルバイジャンの政務を任されたのち、ユーリ・アンドロポフの誘いで1982年12月にソ連中央政界に移り、閣僚会議第一副議長（第一副首相）に就任し、同時にムスリムとしては初となるソ連共産党中央委員会政治局員となった。アリエフの強硬な政治姿勢は、1985年に書記長に就任したミハイル・ゴルバチョフのペレストロイカと対立し、1987年10月に政治局から辞職、引退を余儀なくされた。
1990年、アリエフは共産党を離党してナヒチェヴァンに帰郷し、同地のアゼルバイジャン人議会議員に選ばれた。翌1991年、アリエフはナヒチェヴァン自治共和国最高議会議長に選出され、同時に、この年ソ連から独立を宣言したアゼルバイジャン本国の最高会議副議長に就任した。そして、ソ連崩壊後に戦争状態に陥ったナゴルノ・カラバフを巡る隣国アルメニアとの紛争の結果、アゼルバイジャン政界が混乱を極めた1993年6月15日、最高会議議長に選ばれ、9日後の6月24日、下院によって大統領に選出された。
大統領として政権にあった10年間にアリエフは国家を強力に指導し、反対者を排撃しつつ外資の積極的な受け入れによってナゴルノ・カラバフ紛争（1994年停戦合意）によって壊滅状態にあったアゼルバイジャン経済の立て直しに邁進した。1993年10月と1998年10月の2度の大統領選挙において圧勝を収めて2度の任期を務めたが、選挙が公正だったかどうかについて国際社会から疑問視されている。また、外資の導入がアゼルバイジャンに富をもたらしたが、アゼルバイジャンが世界有数の腐敗国家という評価を受ける原因も作ってしまった。アリエフ父子がエネルギー産業を支配し多額の石油利権を個人収入としたことも、国際的非難を受けた。
アリエフの健康状態は1999年頃から損なわれ、この年アメリカ合衆国で最初の心臓バイパス手術を受けた。さらに前立腺とヘルニアの手術も受ける。2003年春にはテレビで生中継された演説の最中に倒れ、8月6日、再びアメリカに送られて心不全と腎臓病の治療を受けた。治療中ながら10月に予定される大統領選挙に候補者登録を行ったが、8月に首相に就任した長男イルハムも候補者登録を行った。結局、10月3日にアリエフは治療滞在中のアメリカで声明を発表してイルハムを後継者と宣言し、与党の単独候補に指名した。その結果、10月15日に行われた選挙ではイルハムが圧勝し、旧ソ連諸国で初めてとなる権力の世襲が実現した。
大統領職を譲って2ヵ月後の2003年12月13日、アメリカ・オハイオ州のクリーブランドの病院で死去した。